# Elleanthus hirsutis
Elleanthus hirsutis är en orkidéart som beskrevs av Barringer. Elleanthus hirsutis ingår i släktet Elleanthus och familjen orkidéer.
Artens utbredningsområde är Peru. Inga underarter finns listade i Catalogue of Life.